# Henri Dekking (auteur)

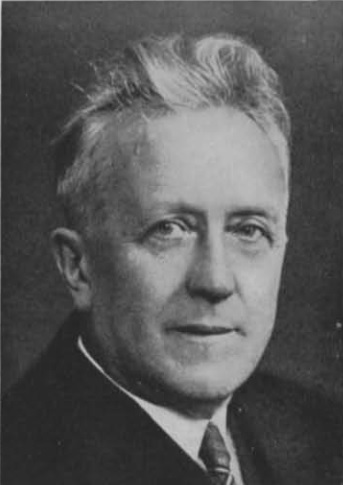
Henri Dekking

Henri Marinus Dekking (Rotterdam, 13 december 1871 – aldaar, 8 oktober 1939) was een Nederlands journalist en schrijver.
Van 1 december 1892 tot mei 1937 was Dekking verbonden aan de redactie van het Rotterdamsch Nieuwsblad. Hij was daarnaast actief als toneelschrijver. Tot zijn dood was hij tevens redacteur van het maandblad De Maastunnel. Als romanschrijver debuteerde Dekking in 1904 met het boek Getroffenen.
In het Rotterdamsch Nieuwsblad verschenen decennialang verslagen van de gemeenteraadszittingen in Rotterdam, steevast met als ondertekening 't 46e. Dekking was hier in 1896 mee begonnen en de gewoonte werd door zijn opvolgers voortgezet. De signatuur was een verwijzing naar de 45 leden die de raad telde.

### Romans
- 1904 – Getroffenen
- 1906 – Winterkoninkje
- 1908 – Op Dwaalwegen
- 1910 – De glazen Graaf

### Toneel
- 1901 – Groote Dagen.
- 1903 – Het gouden Kuiken.
- 1917 – Kwakzalvers.
- 1920 – Stadhuis.

### Overige
- 1909 - Van de Rotte tot de Schelde : dwaaltochten over de Zuid-Hollandsche en Zeeuwsche eilanden.

- Biografisch Portaal: 68968371
- CiNii: DA10781419
- Digitale Bibliotheek voor de Nederlandse Letteren: dekk014
- International Standard Name Identifier: 0000 0003 9528 030X
- Library of Congress Control Number: no2017018775
- Nationale Bibliotheek van Israël: 987007298297605171
- Nederlandse Thesaurus van Auteursnamen: 070857911
- Système universitaire de documentation: 204670446
- Virtual International Authority File: 25637592
- WorldCat: E39PBJxmBFK47xDF7tGCxkTfv3